# Corte itinerante

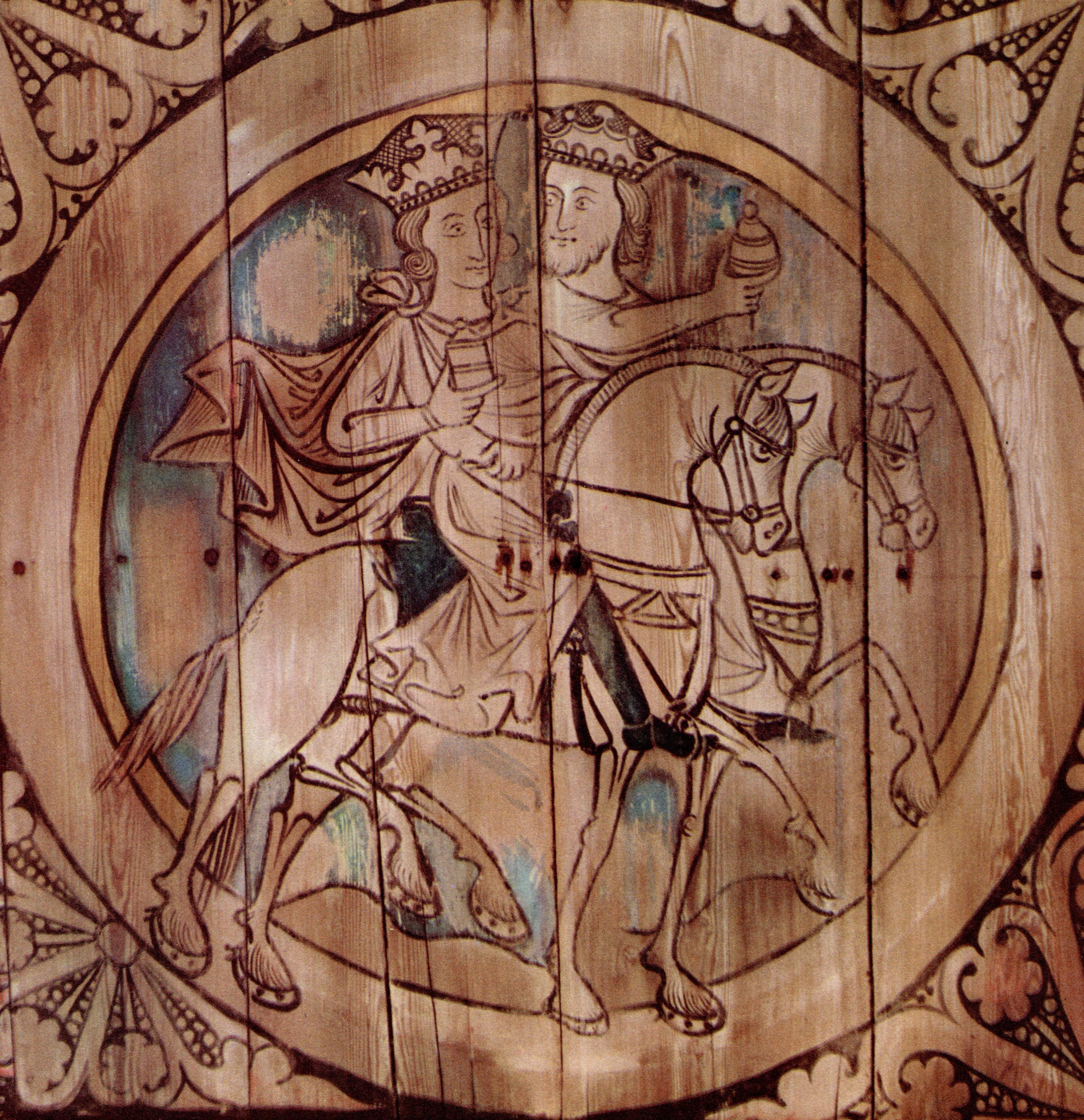
Reis itinerantes, pintura medieval na antiga igreja de Dädesjö, Suécia

A corte itinerante pode ser definida como ”a alternativa de ter uma capital”, um centro político permanente a partir do qual um reino é governado.

## Extensão geográfica desse fenómeno
A capital moderna historicamente nem sempre existiu. No Europa Ocidental medieval, uma forma migratória do governo era mais comum: a ”corte itinerante”, ou ”reino itinerante”. Este tipo de sistema político era a única forma de monarquia de Europa Ocidental no início da Idade Média, e assim permaneceu, pelo menos até o meio do século XIV, quando residências reais permanentes (fixas) começaram a se desenvolver, ou seja, capitais embrionárias.
Em particular, a Europa Ocidental medieval foi caracterizada por um sistema político em que as autoridades políticas supremos mudaram constantemente de residência, trazendo com eles no caminho o ”governo central” do país (todo, ou partes). Portanto, o reino não tinha um verdadeiro ”centro”, um assento permanente do poder. As rotas tomadas pela corte na viagem são tradicionalmente chamados ”itinerários”.

### A corte itinerante alemã
Esta forma de governar um país está fortemente associada, em particular, com a história de Alemanha - em que a aparência da capital durou muito longo. O governo itinerante alemão (”Reisekönigtum”) foi, desde o tempo dos francos até o fim da Idade Média, a forma usual de poder real ou imperial.
No Sacro Império Romano-Germânico, durante a Idade Média e até mesmo mais tarde, os imperadores não governavam o reino de uma residência permanente central. Eles eram geralmente viajando, com sua família e numerosos cortesãos, atravessando todo o reino.
O imperador (e outros príncipes alemães) governaram assim: sempre mudando sua casa. O Sacro Império Romano-Germânico nem sequer tinha uma capital ”embrionária”. As residências reais (ou imperiais) eram tipicamente palácios medievales eretos por os monarcas, de vez em quando cidades episcopais. Os palácios foram construídos especialmente em áreas acessíveis e férteis - cercadas por fazendas pertencente ao imperador, onde o monarca tinha o direito de servir-se dos recursos locais. Esses palácios reais eram distribuídos pelo reino inteiro. A composição dos membros da procissão real eram em constante mudança, dependendo de qual região estava atravessando (e de quem, entre os nobres, se juntou ao seu mestre em sua jornada - ou despediu-se dele novamente).
Durante um ano, eles atravessaram distâncias impressionantes. Historiadores alemães têm calculado (baseados em cartas reais) que o imperador Henrique VI da Germânia e seus companheiros em 1193 (entre 28 de janeiro e 20 de dezembro) viajaram mais de 4.000 quilômetros - por toda a região alemã. A reconstrução de seus destinos dá o seguinte itinerário cronológico: Regensburg – Würzburg – Speyer – Haguenau – Estrasburgo – Hagenau – Boppard – Mosbach – Würzburg – Gelnhausen – Coblença – Worms – Kaiserslautern – Worms – Haßloch – Estrasburgo – Kaiserslautern – Würzburg – Sinzig – Aachen – Kaiserswerth – Gelnhausen – Frankfurt am Main – e finalmente Gelnhausen novamente.

### A corte itinerante em outros países
A corte itinerante é muitas vezes concebida como uma instituição típica ”alemã”. Mas não unicamente Alemanha teve um governo medieval de tipo itinerante. Este também foi o caso na maioria dos outros países europeus contemporâneos, onde termos como ”Reisekönigtum” ou ”travelling kingdom” etc. descrevem este fenômeno. Na Europa Ocidental, todos os reis medievais - e seus muitos companheiros - sempre viajaram de um palácio real para o próximo. Uma forma mais centralizada do governo estava começando a evoluir durante este período, mas muito lentamente e gradualmente. Paris e Londres começaram a se transformar em centros políticos permanentes no final do século XIV, quando Lisboa também mostrou tendências similares. Espanha, pelo contrário, não tinha uma residência real permanente até Filipe II de Espanha promoveu o mosteiro El Escorial fora Madrid a esta posição. Os reinos europeus menores tiveram um desenvolvimento semelhante, mas mais lento.

#### A corte itinerante e a capital embrionaria: Londres
Alemanha nunca desenvolveu uma capital fixa durante o período medieval. ”Multizentralität” (policentrismo) foi a sua solução alternativa: um estado descentralizado, em que as funções do governo nunca se estabeleceram em um só lugar. Mesmo no Idade Moderna, este ainda foi o caso.
Inglaterra foi muito diferente a este respeito. O poder político central foi finalmente resolvido em Londres no meio do século XIV, mas a excepcional importância de Londres como centro ”financeira” já estava firmemente estabelecida muitos séculos antes desse tempo. Um monarca como Henrique II (1133-1189), obviamente, sentiu-se atraído pela riqueza desta cidade - mas hesitou na decisão de se estabelecer lá em pessoa. Durante o seu reinado, Londres tornou-se a coisa mais próxima de um ”centro econômico” que as condições da idade permitiram. Mas a própria prosperidade da cidade, e a sua autonomia liberal, causaram que Londres não foi capaz de ser uma residência adequada para o rei e seus cortesãos - e impediu que Londres poderia tornar-se uma ”capital política”. O rei queria estar perto para a cidade grande; no entanto, ele exigiu a autoridade para controlar a sua própria corte, e os cidadãos (comerciantes) exigiram o mesmo direito de governar a sua própria cidade. A única maneira de evitar conflitos entre a justiça real e justiça municipal foi a ausência do rei da cidade. O monarca só poderia residir em Londres como um convidado, ou como conquistador. Por isso, ele raramente se aventurava no interior das muralhas da cidade. O rei se estabeleceu - naquelas ocasiões - ou na Torre de Londres, ou no Palácio de Westminster, na periferia da cidade.

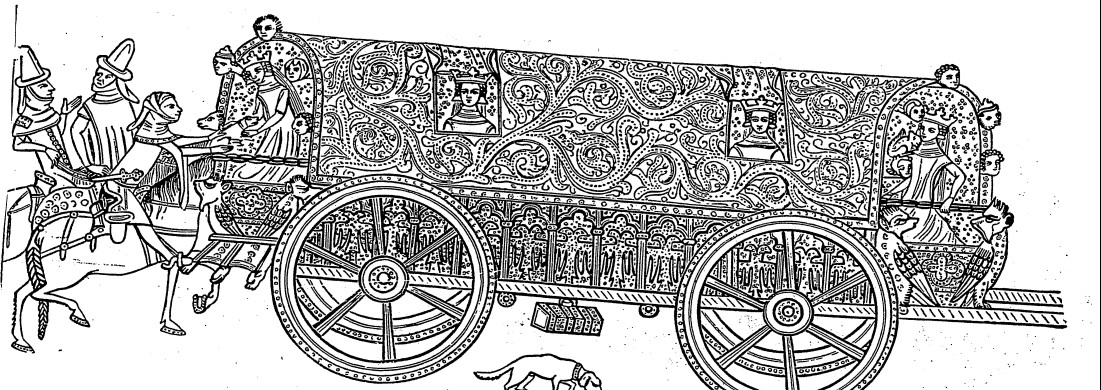
A corte real inglesa, viajando

Londres era o "líder natural" entre as cidades inglesas. Para controlar Inglaterra, os reis tinham de controlar Londres em primeiro lugar. Mas Londres era demasiado poderoso para o controle, e séculos se passaram antes que os monarcas finalmente se estabeleceram lá. Eles tentaram, sem sucesso, subjugar os comerciantes de Londres (reduzindo o seu poder financeiro) - fazendo Westminster um rival centro econômico.
Os reis também tentaram encontrar, no reino, algum outro lugar apropriado - onde podiam depositar os seus arquivos, que gradualmente se fizeram demasiado grandes e pesados para o transporte com eles em suas viagens. Iorque começou, em tempos de guerra com Escócia, converter-se em um capital político. Mas a Guerra dos Cem Anos começou, contra França, e em seguida o centro político foi transferido para a parte sul da Inglaterra - onde Londres não tinha rivais.
Gradualmente, muitas das instituições do Estado pararam de seguir o rei em suas viagens - e finalmente se estabeleceram em Londres: a Tesouraria, o Parlamento, a corte. Finalmente, o rei também sentiu a necessidade de se mudar para Londres, permanente e fisicamente. Mas o rei não poderia fazer Londres a sua capital antes de tener a força suficiente para ”domesticar o centro financeiro”, transformá-lo para uma ferramenta obediente da autoridade real.
O exemplo histórico inglês mostra claramente que um centro ”político” não evolui necessariamente no mesmo lugar como o sítio ”economicamente” mais importante em um país. Tem uma tendência para fazer isso, sem dúvida. Mas as forças centralizadoras e centrífugas estavam neutralizando uns aos outros, nesse período - e também a riqueza era uma força simultaneamente atraente e repulsiva para os reis.

#### Paris e a corte itinerante francesa
Existe evidência escrita que Paris foi considerada uma capital no século XIV: a cidade era ”comum a todo o país, da mesma forma que Roma” (”civitas Parisius es patriae communis velut Roma”) como um escritor da época diz. A administração real tinha começado a separar-se da pessoa do rei, tornando-se estacionária em Paris, acima: no século XII, ou no início do século XI possivelmente. Paris, naquela época, já era a cidade mais importante do reino francês.
Ao contrário de Londres, Paris não era um centro financeiro (dominante) antes de se tornar um centro político. Durante o tempo em que o poder real era ainda muito frágil na França (e o país dividido entre vários príncipes, em grande parte autônomos) a importância do mercado de Paris limitou-se a nível local - regional, possivelmente. A região de Paris não tem matérias-primas ou outras riquezas próprias. A importância económica de Paris é a sua localização geográfica, no cruzamento de várias rotas comerciais. Paris era (e ainda é) um ”regulador” dos produtos franceses, um lugar financeiro que atrai os produtos de outras regiões. Paris não pode funcionar desta maneira se o resto da França não está sob o controle da mesma autoridade central que controla a própria cidade. Se Paris foi governado por um príncipe autónomo, este soberano prefiriría tornar a cidade uma ”estação aduaneira” - um obstáculo comercial, o que seria prejudicial para Paris, e para a própria França também.
Conseqüentemente, o antagonismo entre os reis e os mercadores foi menos notável na história de Paris do que na história inglesa. No meio do século XIV, Étienne Marcel - uma das principais figuras do governo municipal de Paris - tentou, sem sucesso, obter a autonomia da cidade. Os mesmos ambições tinham sobrevivido até ao final do século, em certa medida. Mas no início da século XV, Paris permaneceu fiel a Henrique V, ainda que a maioria dos franceses apoiaram Joana d'Arc e sua rebelião. Os reis (como também as autoridades republicanas, durante os séculos seguintes) têm certamente muitas vezes experimentado a resistência e agitação de Paris, mas os rebeldes parisienses nunca lutaram pela autonomia da sua cidade. (O poder espiritual tem causado muito mais sérios problemas para a autoridade real em Paris que os comerciantes parisienses.)
Paris é geralmente considerada um exemplo típico do que uma capital deve ser: uma metrópole política, econômica, espiritual e demográfica. No entanto, Paris nunca se tornou a residência mais importante dos reis franceses. Por exemplo: Francisco I de França (1494-1547), ainda não tinha um palácio central.
A relação entre Paris e a corte itinerante francesa não é uma questão de quando os monarcas fisicamente começaram a residir lá. Os reis franceses residiram permanentemente em Paris somente por períodos muito curtos. Mas desde a Idade Média, a máquina política e administrativa do poder (as ”funções de uma capital”) estavam lá.

#### A corte itinerante na Península Ibérica
Na Península Ibérica, a corte real foi também itinerante por um longo tempo. Não obstante, as capitais evoluíram gradualmente. A centralização política portuguesa começou antes da espanhola. A corte portuguesa estabeleceu a sua capital em Coimbra, até 1255. Antes disso tinha sido Guimarães a capital do condado Portucalense. Em 1385, representantes de Lisboa expressaram ao rei o desejo de que a corte ficasse lá. Com a sua posição geográfica protegida, tornando-a um perfeito porto natural, Lisboa estava predestinada a ser a cidade mais proeminente de Portugal - um país que já começou a ganhar a vida explorando os frutos do mar. Lisboa era um dos mais importantes centros comerciais em toda a Europa, na época. Durante o século XV, a sua importância, tamanho e população cresceu rapidamente. A partir de 1481 foi concedida ao porto de Lisboa o monopólio em receber navios mercantes estrangeiros. No início do século XVI, os reis abandonaram o seu antigo castelo na cidade (o Castelo de São Jorge), onde haviam-se tornado cada vez mais estacionários durante os dois séculos anteriores. Se mudaram ao Paço da Ribeira, em cujo piso térreo está a Casa da Índia; os reis poderiam, assim, controlar diretamente todas as atividades marítimas. Conflitos entre o poder político e os comerciantes, muito evidentes em Londres, não eram tão comuns aqui. As instituições de Lisboa como capital ainda não eram bem desenvolvidos. (Mas a centralização de arquivos já tinha começado.) O poder do Estado dependia em grande parte da pessoa do rei. Isto tornou-se evidente em 1580, quando Portugal entrou em uma união pessoal com a Espanha, e a corte foi transferida para Madrid, como resultado. Desde que a corte permaneceu o foco principal da dinâmica e desenvolvimento, o seu desaparecimento foi uma catástrofe para a força militar de Portugal, e sua expansão no exterior. (Todas as questões importantes, em seguida, tiveram que ir a Madrid para ser resolvidas.) O novo rei nunca residiu em Lisboa, como os portugueses esperavam. Em 1640, Lisboa se rebelou contra Madrid, e proclamou o seu próprio rei.
Madrid tornou-se uma capital muito mais tarde. Depois da Alemanha, Espanha foi o país onde a descentralização medieval do poder político durou mais do que em qualquer outro lugar europeio.
Portanto, parece lógico que Madrid - como Berlim - nunca foi tão facilmente ”aceita” como capital. Em 1479, através do casamento de Isabel de Castela e Fernando de Aragão, a Espanha foi um reino unificado. Neste novo estado, a monarquia foi estabelecida principalmente na Castela - evidentemente porque Aragão tinha o estamento mais sofisticado e profundamente enraizado na Europa (e, portanto, representava um obstáculo político muito maior para a construção de um estado centralizado). Durante o reinado de Filipe II, Espanha ainda não tinha uma capital. A corte geralmente foi migrando entre diversas partes centrais do reino: Toledo, Aranjuez, Ocaña, Ávila, Medina del Campo, Segóvia - e, por vezes, Madrid também. Estas residências - exceto Medina del Campo, que foi um importante centro comercial – parecem escolhidas porque o clima estava particularmente saudável lá. A rainha Isabel, esposa de Filipe, era frágil da saúde.
Toledo - e não Madrid - era tradicionalmente a residência mais proeminente da corte espanhola. Toledo tinha sido o lugar mais importante no reino castelhano a partir do período visigótico - e, talvez, poderia haver sido a capital de Espanha se Filipe não tivesse querido fazer de outra maneira. A idéia de escolher Madrid (um velho castelo) como residência permanente da corte, possivelmente lhe ocorreu porque o clima lá - em comparação com Toledo - era menos cansativa para a rainha. Mas com toda a probabilidade, o rei também encontrou Madrid um local adequado devido à sua localização central. A lenda diz que Filipe alguma vez estava desenhando linhas diagonais no mapa da Espanha, para encontrar o ”centro” geográfico do seu reino: e Madrid, no momento, provou ser o centro.
A centralização do poder político para a área de Madrid permanece incompleta. Os arquivos do Estado espanhol permaneceu em Simancas perto de Valladolid, muito longe da nova capital. Madrid está localizada longe de rios navegáveis que levam ao mar - e portanto não poderia tornar-se a metrópole financeira, em um reino marinheiro. O comércio com a América, focada em Sevilha, também estava muito longe da nova capital.
Quando a corte seguiu a ordem do rei para ir para Madrid, na primavera de 1561, provavelmente ninguém viu isso como um incidente histórico, ”o nascimento da capital espanhola”. Mesmo antes da mudança, Felipe tinha começado a fazer planos para a construção em El Escorial de uma nova residência real. Este lugar, no entanto, foi escolhido simplesmente por estar perto de Madrid - por isso não foi um rival de Madrid, somente uma residência ”satélite”. Os túmulos dos antepassados de Felipe foram transferidos para El Escorial também.

## O objetivo de uma corte itinerante
Uma forma ”migratória” de governo foi um ingrediente natural durante o feudalismo que substituiu o Império Romano - mais centralizado - da antiguidade clássica. (Na Europa oriental, a antiga Constantinopla tinha conservado as características de um capital político, mais do que qualquer cidade ocidental.) Mas por que persistiu por tanto tempo a corte itinerante da Europa ocidental?
Um governo itinerante permitiu uma melhor supervisão do reino. A vida ”nômade” do rei também facilitou o seu controle sobre a nobreza oposicionista, reinforzando assim a coesão nacional-local. O governo medieval foi, por muito tempo, um sistema de ”relações pessoais” - em vez de uma administração de áreas geográficas. Portanto, o príncipe teve de negociar pessoalmente com as pessoas locais. Esta cultura ”oral” - de forma gradual, durante a Idade Média - foi substituída por uma forma de governo ”documentário”: com base na comunicação escrita, o que gerou arquivos, fazendo uma corte estacionária cada vez mais atraente para os reis.
Originalmente (na Alta Idade Média), os reis também simplesmente tinham que viajar para satisfazer as necessidades financeiras da corte - porque o transporte de alimentos contemporâneo (inadequado) não permitiu um grande grupo de pessoas a tomar residência permanentemente em um só lugar. No entanto, em muitos países o reino itinerante sobreviveu todo o século XVI, ou até mais - mas, lá, os alimentos e outras necessidades eram geralmente transportados para o lugar onde o rei viveu para o momento. Consequentemente, esses benefícios puramente ”económicos” eram provavelmente muito menos decisivos do que a ”importância política” da migração. A transição de um estado migratório para um reino com um governo estabelecido em uma capital é o reflexo de um profundo processo de mudança social: um estilo de vida ”oral” (em que os reis não puderam ganhar a lealdade sem negociar pessoalmente com as pessoas locais) é substituído por um governo ”documentário” (quando o soberano poderia ganhar a obediência com simplesmente ordenando a sua ”burocracia” rudimentar enviar uma mensagem textual).